# Gerhard Förster (Historiker)
Gerhard Förster (* 28. Dezember 1933 in Dresden; † 10. September 1983) war ein deutscher Historiker. Er lehrte am Militärgeschichtlichen Institut der DDR in Potsdam und arbeitete vor allem zur deutschen Militärpolitik und Kriegsführung vor und im Zweiten Weltkrieg. Unter anderem gehörte er dem Autorenkollektiv an, das die mehrbändige Gesamtdarstellung Deutschland im zweiten Weltkrieg erarbeitete.

## Leben
Nach dem 1952 abgelegten Abitur studierte Förster Geschichte und Erwachsenenpädagogik an der Karl-Marx-Universität Leipzig. Er schloss sein Studium 1956 mit dem Staatsexamen ab und wurde wissenschaftlicher Assistent in der Abteilung Militärgeschichte am Institut für Deutsche Geschichte der KMU Leipzig. Mit der Verlegung der Abteilung an das Institut für Geschichte der Deutschen Akademie der Wissenschaften zu Berlin arbeitete Förster dort von 1960 bis 1969 als wissenschaftlicher Oberassistent bzw. wissenschaftlicher Arbeitsleiter. Er promovierte 1964 in Leipzig bei Ernst Engelberg und Felix-Heinrich Gentzen  „Zur  Rolle der Theorie des Blitzkrieges in der faschistischen Militärwissenschaft und die Herausarbeitung ihrer wichtigsten Grundsätze und Methoden von 1933 bis 1939“.
Ab 1969 war Förster wissenschaftlicher Mitarbeiter am Deutschen Institut für Militärgeschichte in Potsdam. Im Juni 1977 erfolgte seine Promotion B über „Die deutsch-sowjetische Front in der Strategie der faschistischen Führung 1941 bis 1945“. Er wurde im September 1978 zum ordentlichen Professor ernannt und amtierte als stellvertretender Direktor des Militärgeschichtlichen Instituts der DDR.
Förster war seit 1954 Mitglied der SED und gehörte der Nationalen Volksarmee an, zuletzt im Dienstgrad eines Obersts. Er wurde mit der Verdienstmedaille der Nationalen Volksarmee in Gold und Silber ausgezeichnet und erhielt den Friedrich-Engels-Preis der Akademie der Wissenschaften der DDR.

## Schriften
- und N. G. Pawlenko (Hrsg.): Vor Moskau und Stalingrad fiel die Entscheidung. 1. Auflage. Rütten & Loening, Berlin 1960.
- mit Heinz Helmert und Helmut Schnitter: Der deutsche Imperialismus während des zweiten Weltkrieges und seine militärische, wirtschaftliche und moralisch-politische Niederlage. 1962.
- mit Heinz Helmert und Helmut Schnitter: Der zweite Weltkrieg. Militärischer Verlauf und Chronik. Verl. Enzyklopädie, Leipzig 1962.
- und Leo Stern (Hrsg.): Beiträge zum Thema: "Der deutsche Imperialismus während des zweiten Weltkrieges und seine militärische, wirtschaftliche und moralischpolitische Niederlage". 1. Auflage. Rütten & Loening, Berlin 1962.
- und Leo Stern: Der deutsche Imperialismus und der zweite Weltkrieg. Materialien der wissenschaftlichen Konferenz der Kommission der Historiker der DDR und der UdSSR zum Thema "Der deutsche Imperialismus und der zweite Weltkrieg" vom 14. bis 19. Dezember 1959 in Berlin. Rütten & Loening, Berlin 1962.
- Zu den Aufgaben der Militärgeschichte bei der Erforschung des zweiten Weltkrieges. In: Zeitschrift für Militärgeschichte.3, Nr. 4 1964, S. 439–453.
- mit Olaf Groehler und Günter Paulus: Zum Verhältnis von Kriegszielen und Kriegsplanung des faschistischen deutschen Imperialismus. In: Zeitschrift für Geschichtswissenschaft: ZfG.12, Nr. 6 1964, S. 929–948.
- mit Helmut Otto und Helmut Schnitter: Der preußisch-deutsche Generalstab 1870–1963. Zu seiner politischen Rolle in der Geschichte. 1. Auflage. Dietz, Berlin 1964.
  - Der preussisch-deutsch Generalstab 1640–1965. 2. erw. u. überarb. Auflage. Dietz, Berlin 1966.
- Zum Scheitern der strategischen Konzeption der faschistischen Führung im zweiten Weltkrieg. In: Zeitschrift für Militärgeschichte.4, Nr. 1 1965, S. 17–29.
- Imperialistische Geschichtsbetrachtung in einer westdeutschen Konzeption zur Geschichte des zweiten Weltkrieges. In: Zeitschrift für Militärgeschichte.5, Nr. 3 1966, S. 269–285.
- Totaler Krieg und Blitzkrieg;. Die Theorie des totalen Krieges und des Blitzkrieges in der Militärdoktrin des faschistischen Deutschlands am Vorabend des Zweiten Weltkrieges. Deutscher Militärverlag, Berlin 1967.
- mit Wolfgang Wünsche: Zur militärpolitischen und strategisch-operativen Planung des Sommerfeldzuges der faschistischen Wehrmacht 1942. In: Zeitschrift für Militärgeschichte.6, Nr. 6 1967, S. 660–675.
- mit Wolfgang Wünsche: Die Sommeroffensive der faschistischen Wehrmacht im jahre 1942 (I). In: Zeitschrift für Militärgeschichte.7, Nr. 6 1968, S. 692–706.
- mit Wolfgang Wünsche: Die Sommeroffensive der faschistischen Wehrmacht im Jahre 1942 (II). In: Zeitschrift für Militärgeschichte.8, Nr. 2 1969, S. 179–195.
- mit Olaf Groehler: Die "Grundlegenden Befehle" des Oberkommandos des Heeres der faschistischen Wehrmacht. In: Zeitschrift für Militärgeschichte.8, Nr. 5 1969, S. 327–342.
- mit Wolfgang Bleyer, Karl Drechsler und Gerhart Hass: Deutschland von 1939 bis 1945 (Deutschland während des zweiten Weltkrieges). Dt. Verl. der Wissenschaften, Berlin 1969.
- Seekriegführung ohne Perspektive. In: Deutscher Marinekalender. 1970, S. 22–37.
- und Olaf Groehler: Der zweite Weltkrieg. Dokumente. Militärverlag, Berlin 1972.
- mit Heinz Helmert und Helmut Schnitter: Der zweite Weltkrieg. Militärhistorischer Abriss. 1. Auflage. Militärverl. der DDR, Berlin 1972.
- mit Erhard Moritz und Helmut Otto: Kurzer Abriß der Militärgeschichte von den Anfängen der Geschichte des deutschen Volkes bis 1945. 1. Auflage. Militärverl. der DDR, Berlin 1974.
- und Richard Lakowski: 1945. Das Jahr der endgültigen Niederlage der faschistischen Wehrmacht ; Dokumente. 1. Auflage. Militärverl. d. DDR, Berlin 1975.
- und Helmut Otto: Zur Erforschung der Militärgeschichte des deutschen Volkes von ihren Anfängen bis zum Ende des Zweiten Weltkrieges. In: Evolution und Revolution in der Weltgeschichte.2 (1976), S. 731–748.
- und Nikolaus Paulus: Abriß der Geschichte der Panzerwaffe. 1. Auflage. Militärverl. d. DDR, Berlin 1977.
- mit Peter Hoch und Reinhold Müller: Uniformen europäischer Armeen. 1. Auflage. Militärverlag der Dt. Demokrat. Republik, Berlin 1978, ISBN 9783327002957.
- als Hrsg.: Carl von Clausewitz: Ausgewählte militärische Schriften. 1. Auflage. Militärverl. der Dt. Demokratischen Republik, Berlin 1980.
- Carl von Clausewitz. Lebensbild eines patriotischen Militärs und fortschrittlichen Militärtheoretikers. 1. Auflage. Militärverl. der Dt. Demokrat. Republik, Berlin 1983.
- als Hrsg. mit Christa Gudzent: August Neidhardt von Gneisenau: Ausgewählte militärische Schriften. 1. Auflage. Militärverl. der DDR, Berlin 1984.